# CRYSTAL MOMENT
「CRYSTAL MOMENT」（クリスタル モーメント）は、KAT-TUNの楽曲。日本テレビ系2022冬季スポーツテーマソング。配信限定シングルとして2022年2月4日にリリースされた。

## 概要
日本テレビ系2022冬季スポーツテーマソング。2022年2月4日開幕の北京冬季オリンピック及び関連番組（日本テレビ系のみ）で同曲を使用される。2月9日より、日テレ公式チャンネルYoutubeにてメイキング映像が公開された。
同局の2022冬季オリンピック番組のスペシャルキャスターを務める嵐の櫻井翔がタイトルとラップパートの詞と構成を担当した。ラップパート以外の詞はFunk Uchino、作曲はErik Lidbomと7th Avenue、編曲は7th Avenueが担当している。
2022年2月4日よりデジタル配信スタート。
2022年3月29日発売のオリジナル・アルバム『Honey』で初CD化された。

## 楽曲
1. CRYSTAL MOMENT [4:17]
作詞：Funk Uchino、RAP詞：櫻井翔、作曲：Erik Lidbom, 7th Avenue、編曲：7th Avenue
  - 日本テレビ系2022冬季スポーツテーマソング[1]